# インディアン航空113便墜落事故
インディアン航空113便墜落事故（英: Indian Airlines Flight 113）とは、1988年10月19日にムンバイ発アフマダーバード行きインディアン航空113便がアフマダーバード空港への最終進入中に墜落し、乗員5人を含む133人が死亡した航空事故である。事故機を操縦していたディーパック・ナグパル機長 (Captain Deepak Nagpal) とダラーヤ操縦教育主任教官 (Commander Dallaya) はこの事故でどちらも死亡した。犠牲者にはインド・アーメダバード・マネジメント研究所 (Indian Institute of Management, Ahmedabad) から来ていたラブディ・バンダリ教授 (Professor Labdhi Bhandari) が含まれていた。

## 事故概要
事故機は霧の立ちこめたアフマダーバードへの視認進入を許可されたが、滑走路23から5km離れた位置にある樹木や高圧鉄塔に衝突しながら地面に激突し大火災が発生した 。
当初はパイロットエラーが原因であるとされたが、その後アフマダーバード空港の航行援助施設が正常に作動していなかったことや、ATCが事故が発生する前に最新の気象情報を事故機に伝えていなかったことがアフマダーバード民事裁判所 (Ahmedabad Civil court) で判明した。
1989年、当初インディアン航空は完全かつ最終的な解決として200,000ルピーを犠牲者の遺族に支払うことを支払うことを提示した。しかし、2009年10月14日にアフマダーバード市民事裁判所 (Ahmedabad City Civil court) はこれに異議を唱え、死亡者の年齢、収入、職業、将来の見通し、平均寿命などの要因を考えて個別に、提示していた額より高い額を支払うよう裁判所が命じた。裁判官のM.S.シャー (M S Shah) とH.N.デバニ (H N Devani) からなる法廷はその命令を通過させ、インディアン航空 (IA) とインド空港局 (Airport Authority of India, AAI) に2009年12月31日までに保証金を請願者に支払うように指示した。賠償額は、申立人が下級裁判所に提訴した1989年を基準に、年利9%で支払うこととなった。